# Nautilocalyx orinocensis
Nautilocalyx orinocensis är en tvåhjärtbladig växtart som beskrevs av Feuillet. Nautilocalyx orinocensis ingår i släktet Nautilocalyx och familjen Gesneriaceae. Inga underarter finns listade i Catalogue of Life.